# Barreiro e Lavradio
Barreiro e Lavradio (llamada oficialmente União das Freguesias de Barreiro e Lavradio) es una freguesia portuguesa del municipio de Barreiro, distrito de Setúbal.

## Historia
Fue creada el 28 de enero de 2013 en aplicación de una resolución de la Asamblea de la República de Portugal promulgada el 16 de enero de 2013 con la unión de las freguesias de Barreiro y Lavradio, pasando su sede a estar situada en la antigua freguesia de Barreiro.

## Demografía
| Gráfica de evolución demográfica de Barreiro e Lavradio entre 2011 y 2021 |
|                                                                           |
| Datos según el nomenclátor publicado por el INE portugués.                |